# Villa bizonata
Villa bizonata är en tvåvingeart som beskrevs av Becker 1916. Villa bizonata ingår i släktet Villa och familjen svävflugor.
Artens utbredningsområde är Turkiet. Inga underarter finns listade i Catalogue of Life.